# 明治ミルクチョコレート

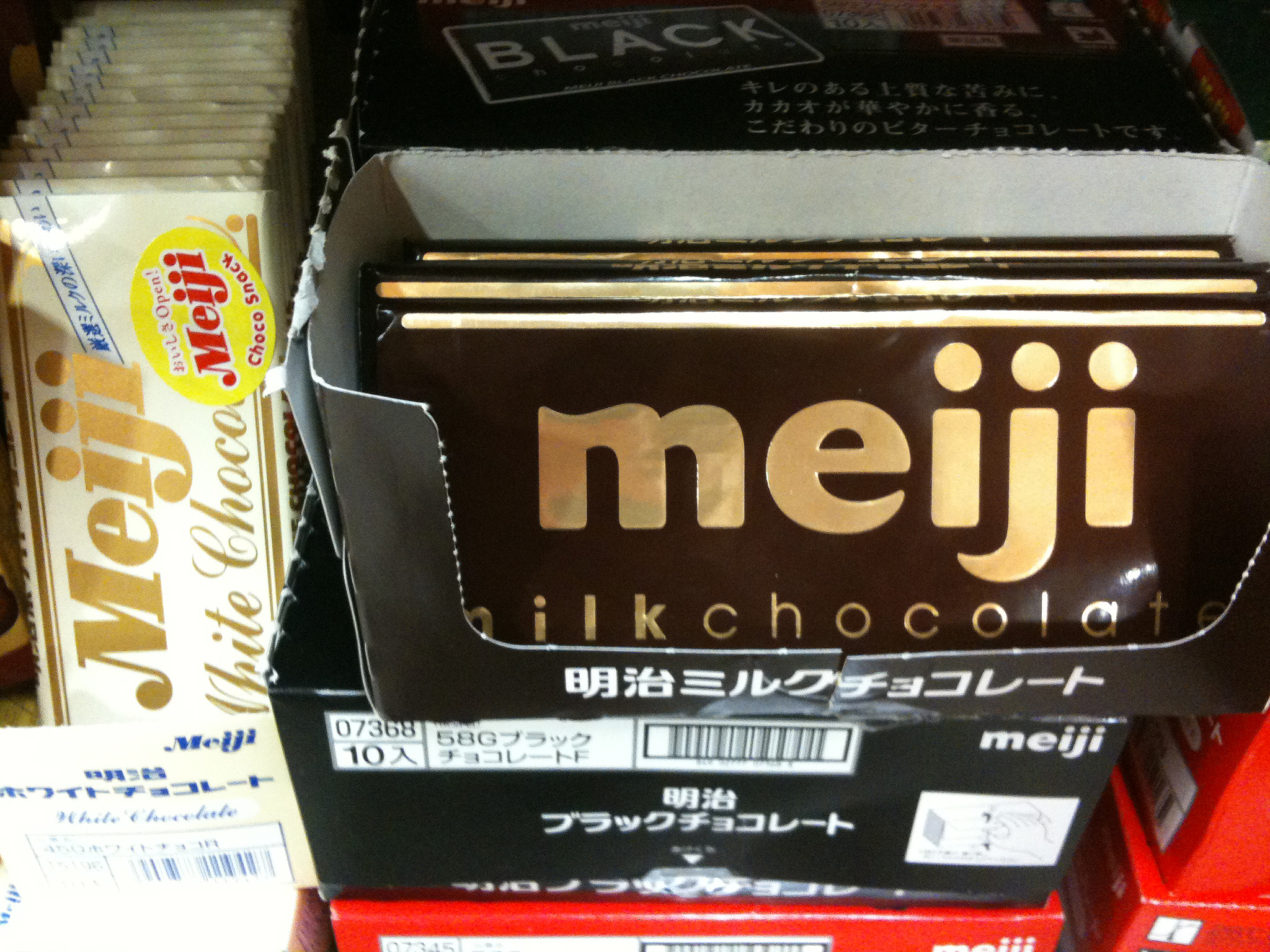
明治ミルクチョコレート
（6代目パッケージデザイン）

明治ミルクチョコレート（めいじミルクチョコレート）は、株式会社 明治（旧明治製菓）が販売しているチョコレートブランドの一つで、1926年（大正15年）9月13日から発売されているロングセラーである。愛称「ミルチ」。

## 歴史

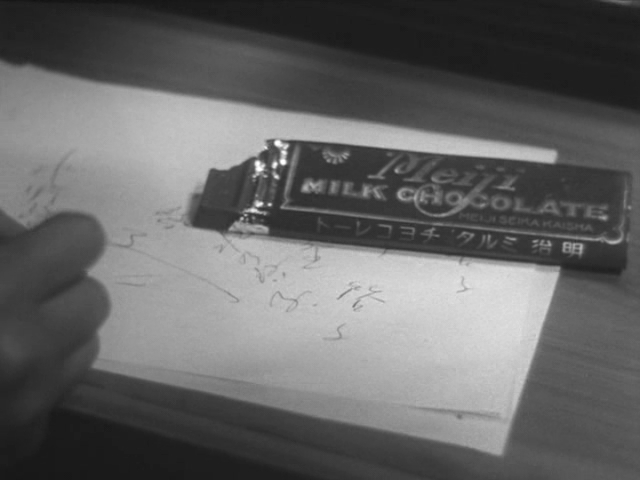
明治ミルクチョコレート
（2代目パッケージデザイン）

明治製菓は1916年（大正5年）に創立され、1925年（大正14年）に川崎工場を竣工すると、その翌年に明治ミルクチョコレートを誕生させる。当時は西洋菓子がまだ高級商品として扱われていた時代であったが、ライバル企業の森永製菓が一足早く1918年（大正7年）に「森永ミルクチョコレート」を発売していたこともあり、同社もそれに倣う形で西洋菓子の普及を目的として、明治ミルクチョコレート以外にも「カルミン」などの新製品を投入してゆく。
ミルクチョコレートという製品自体では、森永製菓に先を行かれた格好にはなったが、その分明治製菓は1957年（昭和32年）に従来のミルクチョコレートより厚めの「明治ミルクチョコレートデラックス」、1967年（昭和42年）発売の「明治チョコレート･ハイミルク」、1961年（昭和36年）に発売されていた「明治ブラックチョコレート」のリニューアル、1971年（昭和46年）には「明治チョコレート･ストロベリークリーム」といった製品を多数投入し、バリエーションの拡大を計ると共に、CMのキャッチフレーズとなる「チョコレートは明治」というイメージを決定付けることになった。明治ミルクチョコレート・明治ブラックチョコレートは、ベルマーク運動参加商品となっている。

### パッケージデザイン
新ブランドロゴの導入に伴い、2009年（平成21年）9月に38年ぶりとなるデザインリニューアルを行った（ちなみに「明治ミルクチョコレート」の和文ロゴタイプも新和文社名ロゴタイプに変更されている）。現在のパッケージ（2009年9月 - ）が6代目となる。

## 製品ラインナップ
- 明治ミルクチョコレート
  - 明治ミルクチョコレート BOX
- 明治ブラックチョコレート
  - 明治ブラックチョコレート BOX
- 明治ハイミルクチョコレート
- 明治ホワイトチョコレート
- 明治ストロベリーチョコレート

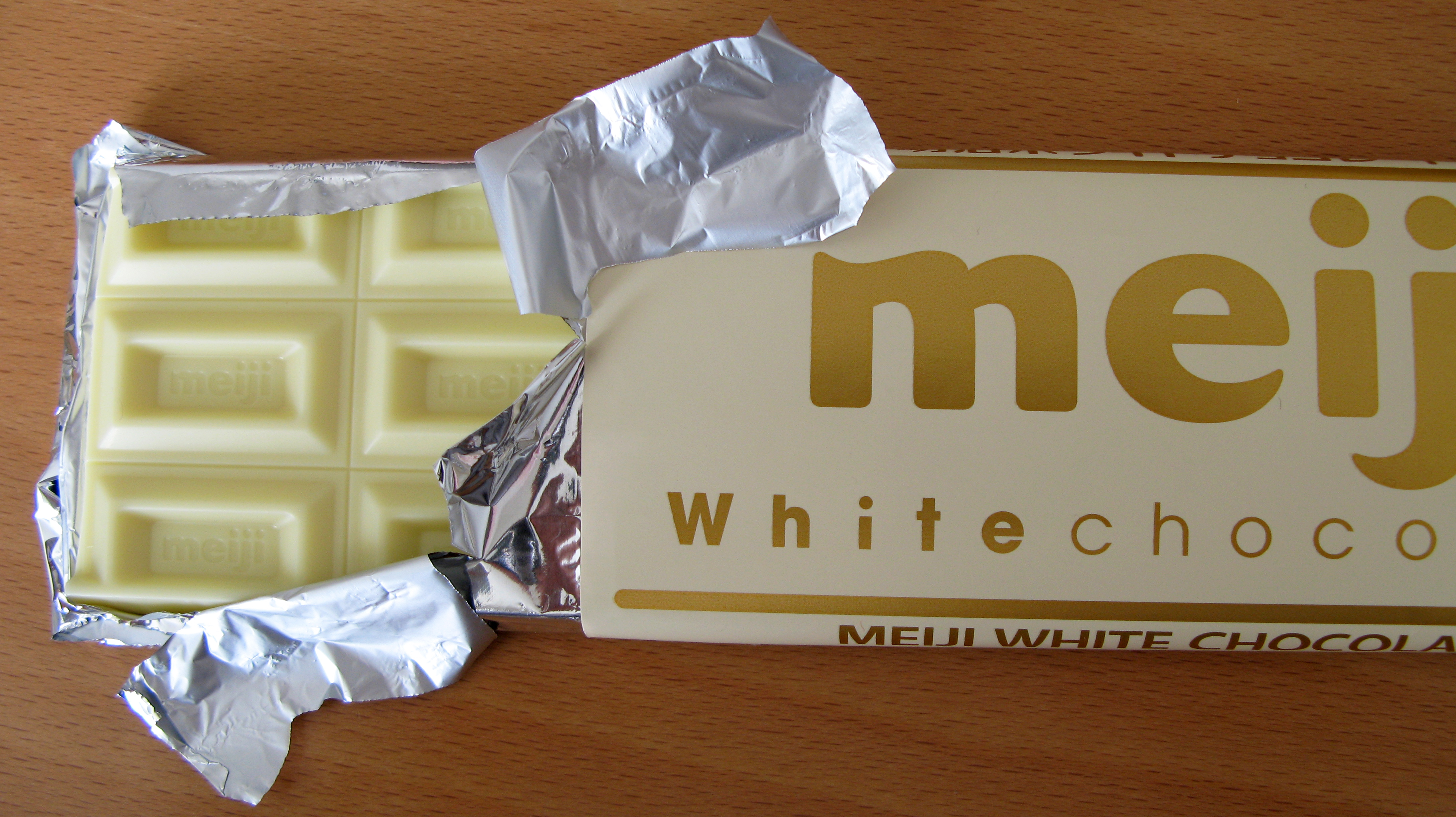
明治ホワイトチョコレート

- 明治リッチミルクチョコレート（先述の「明治ミルクチョコレート」のプレミアム版にあたる製品）
- ベストスリー（ミルク・ブラック・ハイミルク）
- 明治バナナチョコレート
- 明治リッチピスタチオチョコレート

## 過去の製品
- 明治ミルクチョコレートデラックス（一部の百円均一ショップなどで販売されていた。）

## 競合製品
- ガーナミルク（ロッテ）
- 森永ミルクチョコレート（森永製菓）

## CM

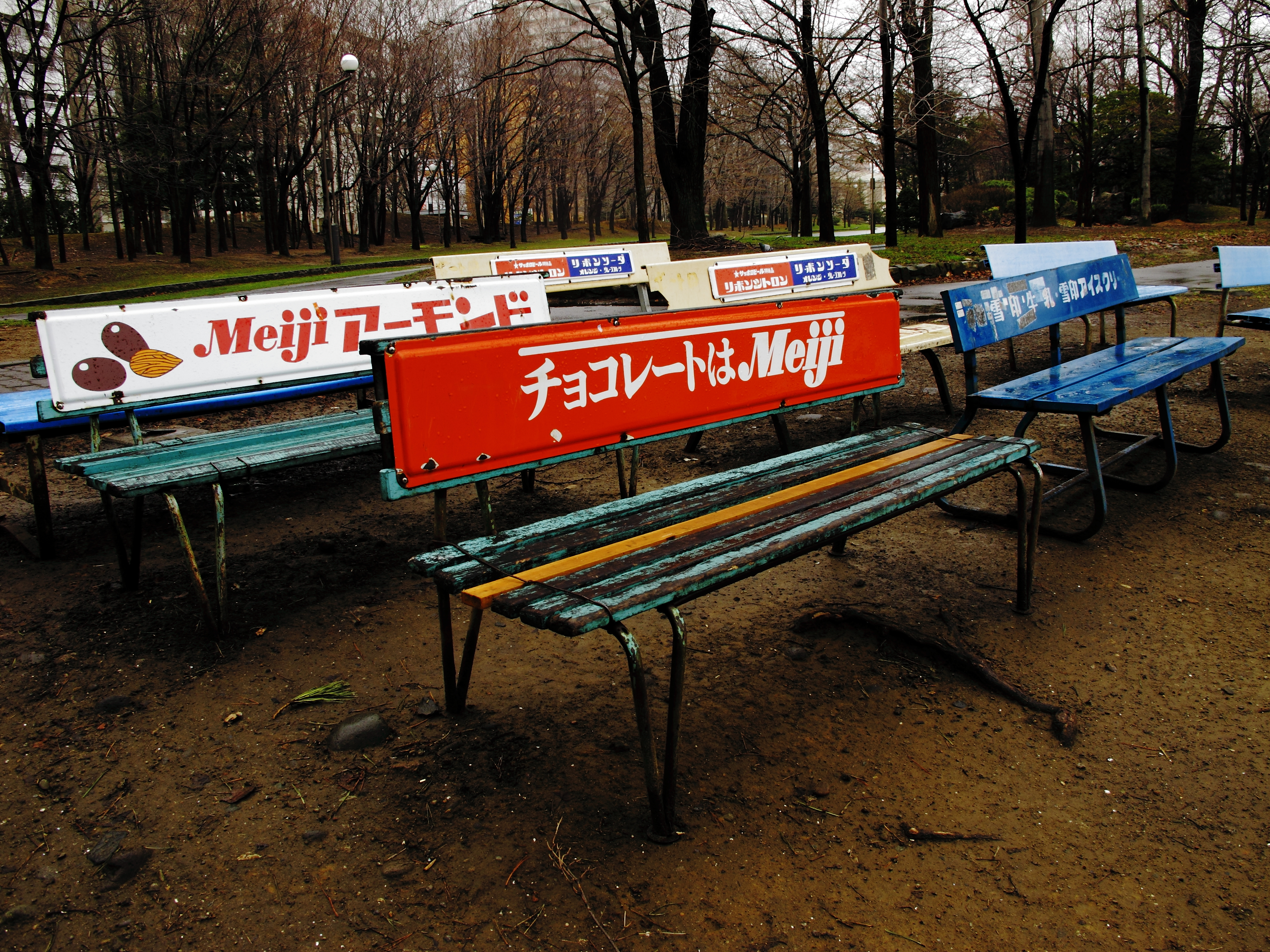
チョコレートはMeiji（ロゴタイプは5代目パッケージデザインのもの）

1966年（昭和41年）からいずみたくが作詞・作曲を手掛けた「チョコレートは明治」のCMソング「明治チョコレート･テーマ」を放映し続けていることで知られるが、1980年（昭和55年）の発売55周年記念キャンペーンには石坂浩二を起用したCMを放映している。また1996年（平成8年）の発売70周年記念キャンペーンでは、今井美樹を起用したCMが放映されている。またクリスマス･バレンタインデー近くには通常のCMとは別のタレントを起用した菓子作り販促キャンペーンを行う。

### CMキャラクター
- ザ･タイガース
- ゴリラ（1972年製作。「おれ、社長の代理」のCMで一世を風靡した。声の出演は3代目三遊亭圓歌。2016年には生誕90周年を記念したリバイバルCMを製作、声はナイツの塙宣之が担当。）
- 野口五郎
- 石坂浩二
- 少年隊
- 中森明菜
- Wink
- 松本潤
- 今井美樹
- Kiroro
- 香取慎吾
- 桑田佳祐
- 小泉今日子・広末涼子・木下優樹菜・村上知子
- TAKAHIRO（EXILE）
- 井上真央：2008年バレンタインキャンペーン
- 仲里依紗：2011年バレンタインキャンペーン
- 乃木坂46：2012年バレンタインキャンペーン

## 巨大「明治ミルクチョコレート」看板

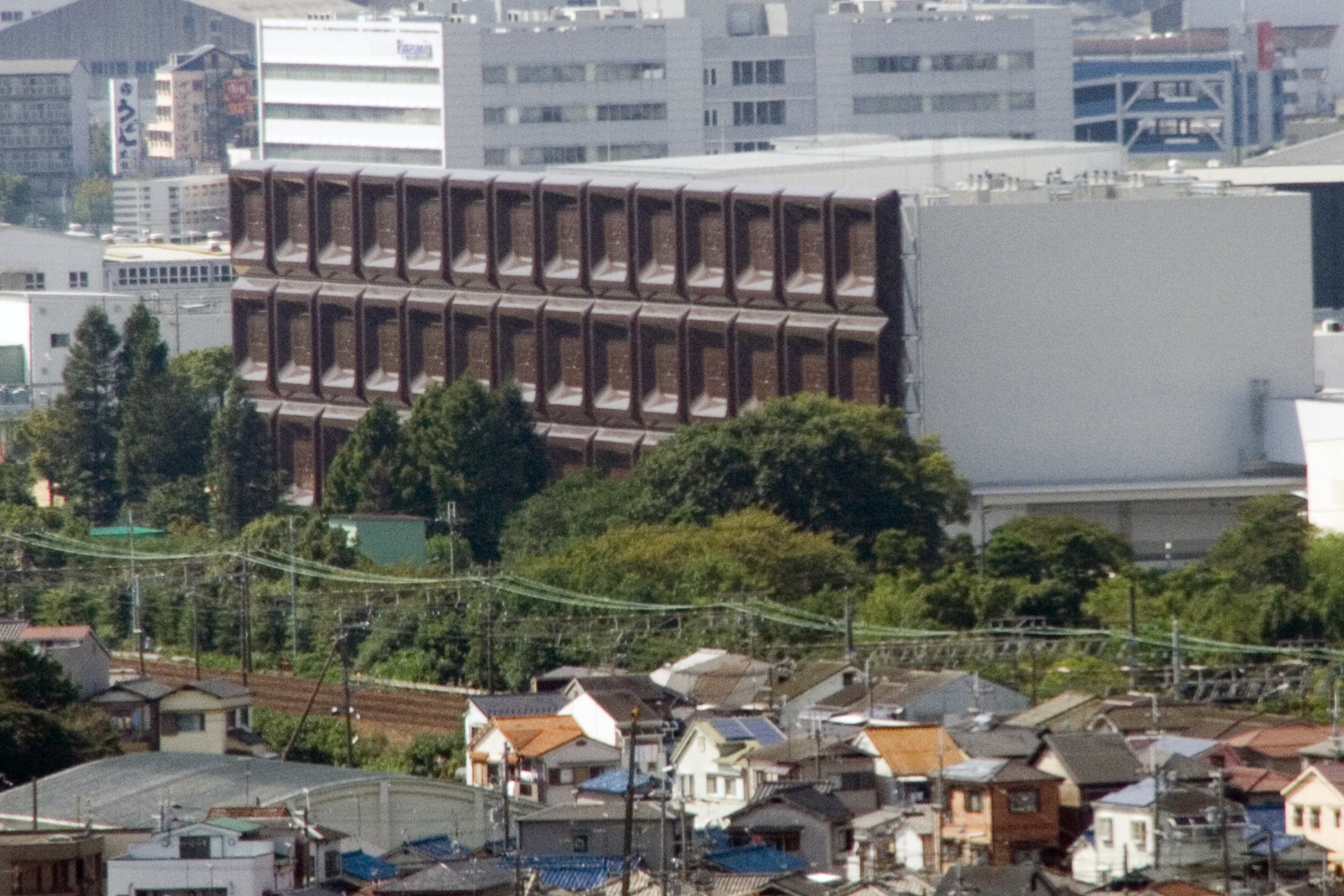
明治・大阪工場の巨大看板

2011年（平成23年）2月8日、明治製菓（当時）大阪工場（大阪府高槻市）に大型のミルクチョコレート型の看板「ビッグミルチ」を設置。大きさは縦27.588m×横165.946mで、プラスチック製パーツ42枚を使用した。「明治ミルクチョコレート」約38万枚分になるという。「世界最大のプラスチック製広告看板」として、ギネス世界記録に申請中。設計、施工は大成建設が担当。
東海道本線（JR京都線）の摂津富田 - 高槻間や阪急京都本線の富田 - 高槻市間の車窓北側から一望できる。

## コラボレーション商品
- パズル：いずれもハナヤマから発売されている。明治製菓とタイアップしており、ピースも本物そっくりに作られている。
  - 明治ミルクチョコレートパズル：難易度はピュア（甘め）
  - 明治ハイミルクチョコレートパズル：難易度はスイート（とける甘さ）
  - 明治ホワイトチョコレートパズル：難易度はスイート（濃甘）
  - 明治ブラックチョコレートパズル：難易度はビター（苦め）
- ∞（ムゲン）チョコレート（バンダイ）：チョコレートを割るパキパキという音が何度でも楽しめる。ミルク、ハイミルク、ホワイトの3種類が発売されている。